# Operation 40
Operation 40 var kodnamnet för en CIA-sponsrad kontraspionagegrupp bestående av exilkubaner. Gruppen bildades för att ta kontroll över den kubanska regeringen efter invasionen av Grisbukten. Operation 40 fortsatte att fungera inofficiellt tills den upplöstes 1970 på grund av anklagelser om att ett flygplan som fraktade kokain och heroin till stöd för gruppen kraschade i Kalifornien.